# Championnat d'Israël de beach soccer
 (mai 2022).
Le championnat d'Israël de beach soccer est une compétition annuelle de beach soccer disputée entre les clubs israéliens.

## Histoire
En Juillet 2007, la ligue est inaugurée sous la supervision de la Fédération d'Israël de football. Pour célébrer le lancement, un match amical entre les équipes nationales d'Angleterre et d'Israël est joué, avec une victoire 6-5 des hôtes.
La première édition a lieu chaque vendredi à Netanya Poleg plage dans le stade nouvellement construit. Les joueurs participant sont des footballeurs actifs et retraités, des joueurs de futsal et des talents trouvés par les scouts de la ligue. À la fin de la saison, "les diamants de Netanya" remportent le championnat en venant à boût du MZ Rosh HaAyin (5-2) en finale. Une moyenne de 9,23 buts par match est marqué au cours de la saison.
Pour la deuxième saison, la Ligue de soccer israélien sélectionne dix équipes réparties en deux groupes de cinq. Chaque équipe dispute un match contre les équipes de son groupe. Les quatre meilleures équipes de chaque groupe sont qualifiées pour les quarts de finale. Hadera's Princes remporte le championnat dès sa première saison après une victoire 7-6 contre Shav'e Shav'e Jérusalem. Le nombre moyen de buts chute considérablement par rapport à la première saison avec 261 buts en 33 matchs donc une moyenne de 7,9 buts dans un match.
La troisième saison est remportée par Ironi Misadot Achla Petah Tikva après une victoire de 2-0 contre les diamants de Netanya en finale le 14 août 2009.
En 2010, Kfar Saba devient le nouveau champion d'Israël après sa victoire 5-3 sur les diamants de Netanya dans une Burger Ranch Arena bondée. Bien que celui-ci soit considéré comme les favoris pour la victoire finale du fait que la plupart de ses joueurs ainsi que l'entraîneur fassent partie de l'équipe nationale (Liron Fertuk, Adam Lam, Kobby Hasan, Kobby Badash ...), ils échouent lors de la finale pour la seconde fois de suite. Ce match est le dernier du capitaine de Kfar Saba, Oren Mucharer, âgé de 39 ans et recordman de sélection, il se retire après avoir reporté un troisième championnat en trois ans avec autant d'équipes différentes (Hadera, Petah Tikva et Kfar Saba). Les 2 500 peuvent à l'occasion également profiter de la première confrontation féminine, entre Petah Tikva et Hadera. Les premières citées l'emportant 7-4 dans la première finale du genre.
En 2011, plus de 2000 spectateurs se rendent à la première manche du championnat israélien à Netanya, où 36 buts sont marqués en quatre matchs (9 buts par match de moyenne). Dix équipes prennent part à la compétition : celles de la capitale Tel Aviv, Netanya, Jerusalem, Haifa, Eilat, les champions en titre Kfar-Saba, Kfar-Kasem, Rosh-ha'ain, Petach-Tiqwa et Hader. La cinquième saison est remportée par Ironi " Electis " Rosh HaAyin après une victoire 8-5 contre les diamants de Netanya en finale le 29 juillet 2011.
La sixième saison est remportée Falfala Kfar Qassem BS Club aux tirs au but 2-1 après un match nul 4-4 alors que Rosh Ha'ayin ait mené 4-0, le 20 juillet 2012.
La septième saison est à nouveau remportée par Falfala Kfar Qassem BS Club après une victoire 5-3 contre le Maccabi " Doron Motors " Netanya en finale le 26 juillet 2013. Le Kfar Qassem devient le premier club a remporter 2 titres.

## Déroulement
Le championnat comprend dix équipes réparties en deux groupes de cinq. Chaque équipe dispute un match contre les autres membres de son groupe. Les quatre meilleures de chaque groupe sont qualifiées pour les quarts de finale.

## Participations en Coupes d'Europe
Après la première édition du championnat, Netanya's Diamonds est invité à participer à la première Coupe des champions d'Europe. Le club finit 4e après avoir battu le champion d'Estonie 10-4 en quart de finale puis perdu 7-8 après prolongation contre le champion tchèque puis dans le match pour la 3e place contre les espagnols 6-8,. La même année, MZ Rosh HaAyin, finaliste malheureux du premier tournoi est invité à la Capital Cup. L'équipe israélienne remporte le trophée après avoir défait l'AEK Limasol (3–1), l'Apoel Nicosia (5–2), l'AEK Thessaloniki (3–2) puis CA Boca Juniors (6–3) en finale.
En 2013, lors de la première édition de l'Euro Winners Cup, Falfala Kfar Qassem BS Club est le premier représentant israélien. Falfala Kfar Qassem ne passent pas le premier tour avec une seule victoire après prolongation.

## Palmarès

### Par édition
| Année | Champion                       | Score         | Finaliste                      |
| ----- | ------------------------------ | ------------- | ------------------------------ |
| 2007  | Netanya's Diamonds             | 5-2           | MZ Rosh HaAyin                 |
| 2008  | Hadera's Princes               | 7-6           | Shav'e Shav'e Jerusalem        |
| 2009  | Ironi Petah Tikva              | 2-0           | Netanya's Diamonds             |
| 2010  | "Kidmat Eden" Kfar Saba        | 5-3           | Netanya's Diamonds             |
| 2011  | Ironi Rosh Ha'Ayin             | 8-5           | Netanya's Diamonds             |
| 2012  | Falfala Kfar Qassem BS Club    | 4-4 (2-1 tab) | Ironi Rosh Ha'Ayin             |
| 2013  | Falfala Kfar Qassem BS Club    | 5-3           | Maccabi "Doron Motors" Netanya |
| 2014  | Maccabi "Doron Motors" Netanya | 8-3           | Ironi Petah Tikva              |
| 2015  | Falfala Kfar Qassem BS Club    | 3-1           | Maccabi "Doron Motors" Netanya |
| 2016  | Falfala Kfar Qassem BS Club    | 4-3 (aet)     | "Schwartz Home" Rosh HaAyin    |
| 2017  | Maccabi "RE/MAX" Netanya       | 4-3           | Falfala Kfar Qassem BS Club    |
| 2018  | Maccabi "RE/MAX" Netanya       | 3-2           | Falfala Kfar Qassem BS Club    |
| 2019  | Falfala Kfar Qassem BS Club    | 5-5 (5-4 tab) | Maccabi "RE/MAX" Netanya       |

### Par clubs
| Équipe                         | Titres                           | 2e place                               | Nb finale |
| ------------------------------ | -------------------------------- | -------------------------------------- | --------- |
| Falfala Kfar Qassem BS Club    | 5 (2012, 2013, 2015, 2016, 2019) | 1 (2017, 2018)                         | 5         |
| Maccabi "Doron Motors" Netanya | 4 (2007, 2014, 2017, 2018)       | 6 (2009, 2010, 2011, 2013, 2015, 2019) | 8         |
| Ironi Rosh Ha'Ayin             | 1 (2011)                         | 3 (2007, 2012, 2016)                   | 4         |
| Hadera's Princes               | 1 (2008)                         | -                                      | 1         |
| Ironi Petah Tikva              | 1 (2009)                         | -                                      | 1         |
| "Kidmat Eden" Kfar Saba        | 1 (2010)                         | -                                      | 1         |
| Beitar Jerusalem               | -                                | 1 (2008)                               | 1         |

### Féminines
| Année | Champion    | Score | Finaliste |
| ----- | ----------- | ----- | --------- |
| 2010  | Petah Tikva | 7-4   | Hadera    |
| 2011  |             |       |           |
| 2012  |             |       |           |
| 2013  |             |       |           |